# Personeelswerk
Personeelswerk is een studierichting aan een "sociale academie" (Nederland) of aan een departement "sociaal agogisch werk" (Vlaanderen) van een hogeschool. Het is een opleiding op het niveau professionele bachelor. Afgestudeerden komen in functies binnen het personeelsbeleid van grote bedrijven, maar ook in ondersteunende diensten die te maken hebben met arbeid en tewerkstelling, zoals interimkantoren, arbeidsbemiddeling, diensten voor werving en selectie van personeel.
In Vlaanderen krijgt de afgestudeerde ook de officieel erkende titel van maatschappelijk assistent.